# Le Remorqueur de Mickey
Pour plus de détails, voir Fiche technique et Distribution.
Le Remorqueur de Mickey (Tugboat Mickey) est un dessin animé de Mickey Mouse produit par Walt Disney pour RKO Radio Pictures, et sorti le 26 avril 1940.

## Synopsis
Mickey, Donald et Dingo forment l'équipage d'un remorqueur de bateaux. Connaissant les capacités de chacun, le sauvetage et l'assistance d'un navire n'est pas de tout repos, surtout qu'un pélican a décidé de nicher sur le bateau. Dingo est chargé de la chaudière à charbon, moteur du bateau, tandis que Donald s'occupe de la mécanique.

## Fiche technique
- Titre original : Tugboat Mickey
- Autres Titres[1] :
  - Allemagne : Micky als Bruchschiffer, Wasser hat keine Balken
  - Argentine : Mickey de remolcador
  - France : Le Remorqueur de Mickey
  - Suède : Musse Pigg har ångan uppe
- Série : Mickey Mouse
- Réalisateur : Clyde Geronimi
- Animateur : Ed Love
- Scénariste : Warren Foster
- Voix : Walt Disney (Mickey), Pinto Colvig (Dingo), Clarence Nash (Donald)
- Producteur : Walt Disney, John Sutherland
- Distributeur : RKO Radio Pictures
- Date de sortie : 26 avril 1940[2]
- Format d'image : Couleur (Technicolor)
- Son : Mono (RCA Photophone)
- Durée : 7 min
- Langue : (en)
- Pays :  États-Unis

## Voix françaises

### 1erdoublage (exploité dansMickey Jubilé, 1978)
- Roger Carel : Mickey Mouse
- Guy Montagné: Donald Duck
- Georges Atlas : Dingo

### 2edoublage (1989)
- Jean-Paul Audrain : Mickey Mouse
- Sylvain Caruso : Donald Duck
- Roger Carel : Dingo, voix-off à la radio